# The 7th Dawn
The 7th Dawn is een dramafilm in Technicolor uit 1964, geregisseerd door Lewis Gilbert en met William Holden, Capucine en Tetsurō Tamba in de hoofdrollen. 
De film, die zich afspeelt tijdens de noodtoestand in Malaya, is gebaseerd op de roman The Durian Tree uit 1960 van Michael Keon en werd op locatie opgenomen in Maleisië. De film werd destijds in Nederland uitgebracht onder de titel De zevende dageraad.

## Verhaal
1945 - Terwijl de Japanse bezetters in Malakka tijdens de Tweede Wereldoorlog zich overgeven, komen drie vrienden die in het verzet vochten uit de jungle. Ferris is een Amerikaan die naast de Maleisiërs vocht. Dhana is een half-Franse, half-Vietnamese vrouw waar Ferris verliefd op is. Ng is een communistische revolutionair die door Dhana's familie is opgevoed. Ze ontmoeten Trumpey, de Britse commandant, tijdens de Japanse overgaveceremonie. Ng verlaat Ferris en Dhana om naar Moskou te gaan voor training.
1953 - De communistische opstand in Malakka breekt uit terwijl Groot-Brittannië zich voorbereidt om Maleisië onafhankelijkheid te verlenen. Ferris is een succesvolle rubberplantage-eigenaar. Dhana is zijn minnares en hoofd van een vakbond voor onderwijzers. Ng is teruggekeerd als een toegewijde revolutionair en leidt communistische partizanen die Britse economische belangen aanvallen.
Ferris' vriendschap met Ng heeft zijn plantage beschermd tegen aanvallen. Britse ambtenaren vragen Ferris om Ng te overtuigen zijn aanvallen te staken totdat de onafhankelijkheid is verleend. Ferris reist naar Ng's hoofdkwartier, maar Ng vertrouwt de Britten niet en weigert. Op de terugweg ontmoet Ferris Trumpey's dochter Candace. Trumpey is teruggekeerd naar Maleisië als Hoge Commissaris van het Verenigd Koninkrijk in Maleisië. Candace nodigt Ferris uit voor een feest bij hun residentie, de Carcosa Seri Negara. Wanneer Ferris daar aankomt, leidt Dhana een protest van fietsers, waarin ze eisen dat Trumpey een nieuwe wet intrekt die fietsen 's nachts verbiedt om terroristische aanvallen te voorkomen. Trumpey stemt toe om bruggen te bouwen met de lokale bevolking. Ferris woont het feest bij en er ontstaat een klik met Candace, voordat een terrorist het evenement bombardeert.
Candace probeert Ferris te verleiden, maar hij wijst haar af. Als vergelding voor de bomaanslag laat Trumpey het dorp van de bommenwerper, waar Dhana's school zich bevindt, platbranden. Dhana is geschokt en vertelt Ng dat ze zich wil aansluiten bij zijn zaak. Dhana zegt tegen Ferris dat ze hem verlaat, maar hij weet haar van gedachten te veranderen. Tijdens het fietsen wordt Dhana door de politie aangehouden en er worden explosieven in haar boodschappen gevonden. Dhana wordt gearresteerd als terrorist, berecht en ter dood veroordeeld. De Britten bieden Ferris en Dhana een deal aan. Als een van hen hen de locatie van Ng's kamp vertelt, zodat de Britten zijn troepen kunnen vernietigen en hem kunnen doden, zullen ze Dhana's leven sparen. Zowel Dhana als Ferris weigeren hun oude vriend te verraden om haar leven te redden.
Candace is verliefd geworden op Ferris en bezoekt Dhana in de gevangenis. Dhana vraagt Candace om Ferris te helpen omgaan met haar dood. Candace is geraakt door dit onbaatzuchtige verzoek en ervan overtuigd dat Dhana onschuldig is. Ze geeft zichzelf op als gijzelaar bij Ng om geruild te worden voor Dhana’s leven. Ferris besluit dat de enige manier om Dhana te redden is door Ng te doden. Hij trekt de jungle in naar Ng's hoofdkwartier. De Britse autoriteiten geven Ferris zeven dagen om Ng te vinden voordat ze Dhana executeren. Candace realiseert zich dat ze naïef was. Ng is een fanatiekeling die meer geeft om zijn idealen dan om individueel leven. Candace is nu een echte gevangene, en Ng is bereid haar te doden als Dhana wordt geëxecuteerd.
De Britten ontdekken de locatie van Ng's kamp en vallen aan, net als Ferris arriveert. Ng ontsnapt met Candace. Ferris volgt hen door de jungle. Ferris redt Candace en neemt Ng gevangen. Ze trekken naar de kust. Ferris hoopt Ng aan de Britten over te dragen vóór de executie van Dhana. Ng keert zich tegen Ferris. Ze vechten, waardoor Candace gedwongen wordt Ng neer te schieten. Terwijl hij sterft, onthult Ng dat hij de explosieven in Dhana's fiets heeft geplaatst. Hij heeft haar opgeofferd, hoewel hij van haar hield, omdat hij wist dat de dood van een geliefde leider protesten tegen de Britten zou veroorzaken. Ferris en Candace proberen Trumpey op de hoogte te brengen van Ng's dood voor de ochtend van Dhana's geplande executie. Ze bereiken hun doel bijna, maar de brug die ze moeten oversteken wordt weggespoeld door overstromingen. Dhana wordt geëxecuteerd. Ferris en Candace worden door de Britten gered.
Enige tijd later bezoekt Ferris Candace, die herstellende is van haar beproeving in de jungle. Ze verklaart haar liefde, maar hij zegt dat hij te oud voor haar is en dat hij Maleisië moet verlaten. Het herinnert hem te veel aan Dhana. Ferris neemt afscheid van Candace en wenst haar vader succes bij het omgaan met de Maleisiërs, die al zijn begonnen met protesteren tegen Dhana's dood.

## Rolverdeling
- William Holden als majoor Ferris
- Capucine als Dhana Mercier
- Tetsurō Tamba als Ng
- Susannah York als Candace Trumpey

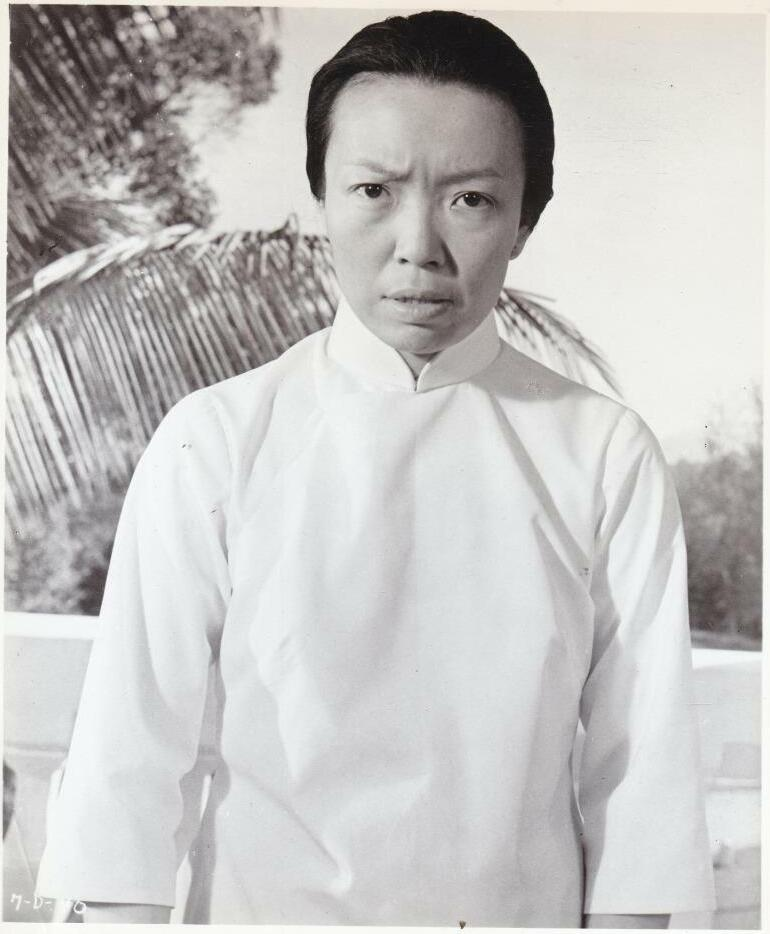
Beulah Quo als Ah Ming

- Michael Goodliffe als Peter Trumpey
- Allan Cuthbertson als kolonel Cavendish
- Maurice Denham als Tarlton
- Sydney Tafler als commissaris Tom
- Beulah Quo als Ah Ming
- Hussein Abu Hassan als communistische terrorist

## Productie
The Durian Tree werd gepubliceerd in 1960. Het werd geschreven door de Australische journalist Michael Keon, en het hoofdpersonage Ferris was een Australiër. De New York Times noemde het "een serieuze en ambitieuze roman" maar zei dat Keon "een goede verslaggever maar een slechte romanschrijver" was. De Los Angeles Times noemde het "spannend, provocerend, uiteindelijk verhelderend." De filmrechten werden gekocht door Charles K. Feldman.
Lewis Gilbert zegt dat hij werd benaderd om de film te regisseren door Mina Wallis met William Holden en Audrey Hepburn als kandidaten. Het bleek dat Hepburn niet geïnteresseerd was, maar Holden wel. Gilbert vond het script leuk en ging akkoord. Gilbert zei dat de oorspronkelijke schrijver-producent Karl Tunberg vond dat Capucine, die de minnares van Charlie Feldman was en werd gecast als Holdens Euraziatische minnares, verkeerd gecast was. William Holden had al met Capucine gewerkt in The Lion en wilde het niet opnieuw doen, dus leek het erop dat Capucine vervangen zou worden. Feldman ontsloeg echter Tunberg en liet het script herschrijven door Ben Hecht, waarbij Capucine's rol werd uitgebreid. Gilbert had een hekel aan de nieuwe film en wilde stoppen, maar Feldman overtuigde hem om de film af te maken.